# アフロより愛をこめて
『アフロより愛をこめて』はA.F.R.Oのメジャー2枚目のアルバム。トイズファクトリーから2014年4月30日に発売された。

## 収録曲
1. アフロより愛をこめて 〜Info〜 [1:33]
  - インストゥルメンタル曲。
2. 愛を込めて [4:55]
  - 作詞・作曲 : A.F.R.O
3. さざ波とメモリー [4:21]
  - 作詞・作曲 : A.F.R.O
4. 青 [4:24]
  - 作詞・作曲 : A.F.R.O
5. オオカミ成年 [4:24]
  - 作詞・作曲 : A.F.R.O
6. Fighter [3:30]
  - 作詞・作曲 : A.F.R.O
7. 記念日 with HIDE from GReeeeN [4:51]
  - 配信限定曲。
  - GReeeeNのメンバーのHIDEとコラボレーション曲。
  - ｢楽婚｣ CMソング
  - 作詞・作曲 : A.F.R.O/HIDE(GReeeeN)
8. Wonderland [4:40]
  - 配信限定曲。
  - 作詞・作曲 : A.F.R.O
9. 太鼓持ち名人 [4:05]
  - 作詞・作曲 : A.F.R.O
10. 風の吹くままに [4:22]
  - 作詞・作曲 : A.F.R.O